# 普蘭肯施泰因山

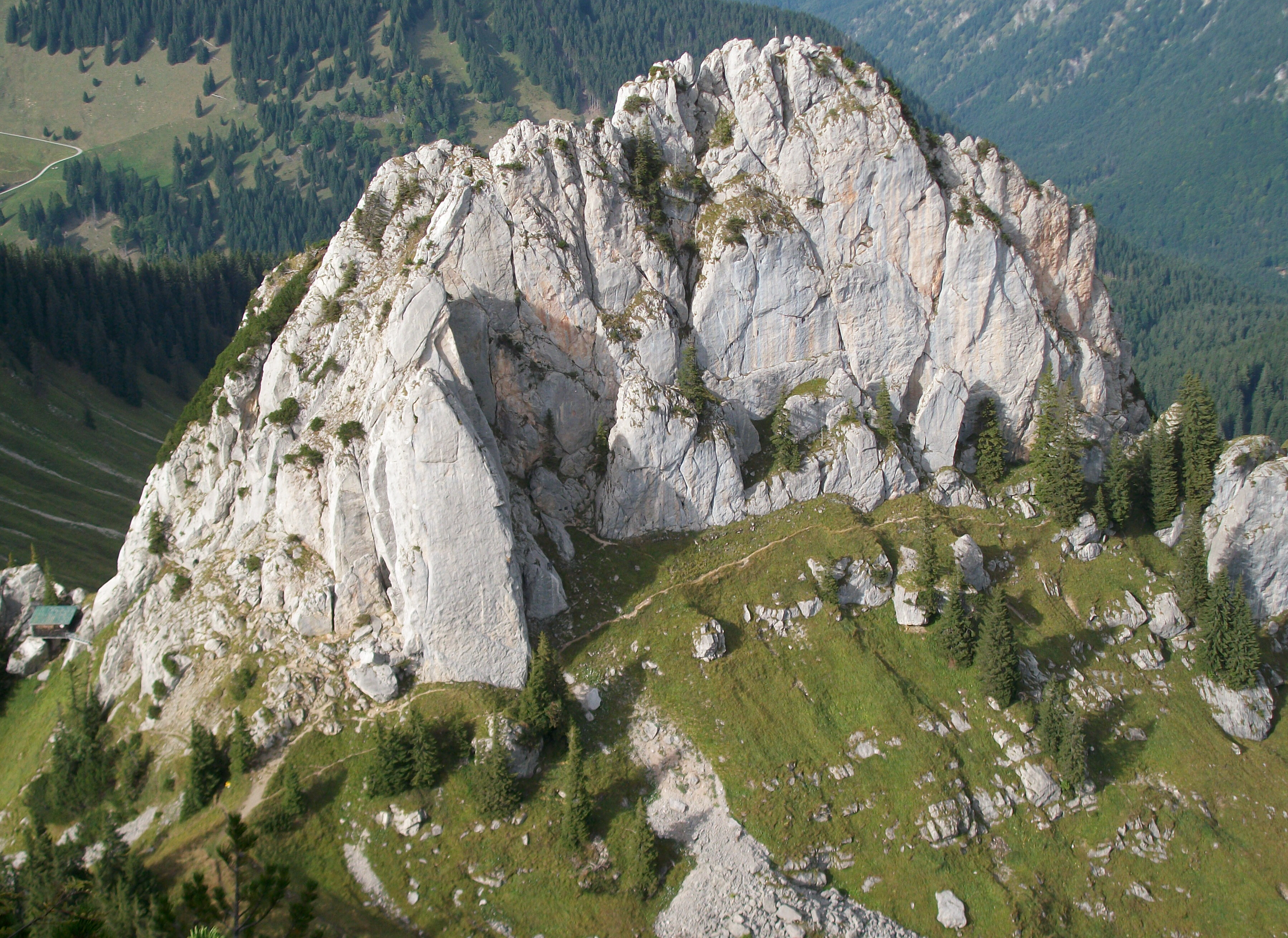

47°38′17″N 11°48′0″E / 47.63806°N 11.80000°E
普蘭肯施泰因山（德語：Plankenstein），是德國的山峰，位於該國東南部，由巴伐利亞負責管轄，屬於巴伐利亞前阿爾卑斯山脈的一部分，距離里瑟科格爾山0.2公里，海拔高度1,768米，每年平均降雨量1,764毫米。